# 단양버스
단양버스(丹陽-)는 충청북도 단양군의 농어촌버스 업체이다.

## 운행 차량
현대 그린시티, 현대 그린시티 F/L, 자일대우 NEW BS090으로 운행한다.